# دریاچه واندا
دریاچه واندا (انگلیسی: Lake Vanda) دریاچه‌ای در دره رایت واقع در سرزمین ویکتوریا در سرزمین راس در جنوبگان است که ۵ کیلومتر طول دارد و بیشینه ژرفای آن ۶۹ متر است. ایستگاه واندا توسط نیوزیلند در سال‌های ۱۹۶۸ تا ۱۹۹۵ در ساحل این دریاچه برپا شده بود. دریاچه واندا دریاچه‌ای بسیار شور است که شوری آب آن ده برابر آب دریا و بیشتر از شوری دریای مرده و احتمالاً شورتر از دریاچه عسل در جیبوتی که شورترین دریاچه دنیا در خارج از جنوبگان به‌شمار می‌رود، است.